# Anton Svendsen
Carl Plum Anton Svendsen, född 23 juni 1846 i Köpenhamn, död där 23 december 1930, var en dansk violinist och musikpedagog.
Svendsen var lärjunge till bland andra Joseph Massart och Joseph Joachim. Han blev 1868 violinist och 1895 konsertmästare i Det Kongelige Kapel samt 1904 lärare vid Det Kongelige Danske Musikkonservatorium, 1906 medlem av dettas styrelse. Han avgick från Det Kongelige Kapel 1910 och fick professors titel.
Svendsen var 1905–07 ordförande i Dansk Tonekunstnerforening. Som primarie i Nerudakvartetten från 1884 och senare även i andra stråkkvartetter samt som solospelare gjorde han betydande insatser i danskt konsertliv och gästade även Stockholm och andra svenska städer. Han var även en ansedd violinlärare.